# الديمقراطية الاستبدادية
من ويكيبيديا، الموسوعة الحرة
الديمقراطية الاستبدادية هي شكل من أشكال الديمقراطية في دولة استبدادية موجهة من قبل النخبة الحاكمة التي تسعى لتمثيل مصالح المجتمع المختلفة.